# Bolesław (Dąbrowa)
Pour les articles homonymes, voir Bolesław.
Bolesław (prononciation : [bɔˈlɛswaf]) est une localité polonaise, siège de la gmina de Bolesław, située dans le powiat de Dąbrowa en voïvodie de Petite-Pologne.